# Глибоке (Кизилжарський район)
Глибо́ке (каз. Глубокое) — село у складі Кизилжарського району Північноказахстанської області Казахстану. Входить до складу Лісного сільського округу.
Населення — 298 осіб (2021; 338 у 2009, 431 у 1999, 434 у 1989).
Національний склад станом на 1989 рік:
- росіяни — 100 %.